# Erőss János (politikus)
Erőss János (Tiszaeszlár, 1889. december 23. – Buffalo, 1962. március 12.) ügyvéd, politikus, közellátásügyi miniszter, az Erőss család lengyelfalvi ágának a leszármazottja.

## Életút
Debrecenben jogot végzett, majd Nyíregyházán ügyvéd volt. Polgári ellenzéki politikus, az 1930-as évek elején Bajcsy-Zsilinszky Endre Nemzeti Radikális Pártjához tartozott. 1936-ban csatlakozott az FKgP-hoz, tagja lett az országos vezetőségnek, az ún. nagyválasztmánynak. A német megszállást (1944. március 19.) követően háború- és németellenes magatartása miatt bujkálnia kellett. 1944. október 31. után Szabolcs, illetve Szatmár vármegye főispánja (1945. január 4. – október 27.), az Ideiglenes Nemzetgyűlés tagja, illetve 1945 és 1946 között az FKgP pártigazgatója volt. 
1946-tól a Jóvátételi Hivatal elnöke, a  Nagy Ferenc-, illetve az első Dinnyés-kormányban közellátási miniszter, illetve 1947. szeptemberétől  1948 márciusáig országgyűlési képviselő volt. Az FKgP jobboldalának egyik vezéralakja; 1948 tavaszán visszavonult a politikai élettől, majd ugyanebben az évben elhagyta Magyarországot és az Egyesült Államokban telepedett le.